# 落合嘉郎
落合 嘉郎（おちあい よしろう、1982年8月13日 - ）は、宮城県仙台市出身のバスケットボール指導者。

## 経歴
2018年より仙台89ERSのアシスタントコーチに就任。2023-24シーズン終了後、同チームのヘッドコーチに就任した。2025年3月25日、成績不振のためヘッドコーチを退任。
2025年6月27日、仙台89ERSのアドバンススカウト兼アカデミー・ユースチームアドバイザー及びさいたまブロンコスのアドバイザーに就任。